# Municipio de Green (condado de Hancock)
El municipio de Green (en inglés: Green Township) es un municipio ubicado en el condado de Hancock en el estado estadounidense de Indiana. En el año 2010 tenía una población de 1662 habitantes y una densidad poblacional de 21,13 personas por km².

## Geografía
El municipio de Green se encuentra ubicado en las coordenadas 39°54′38″N 85°44′43″O / 39.91056, -85.74528. Según la Oficina del Censo de los Estados Unidos, el municipio tiene una superficie total de 78.64 km², de la cual 78,32 km² corresponden a tierra firme y (0,41 %) 0,32 km² es agua.

## Demografía
Según el censo de 2010, había 1662 personas residiendo en el municipio de Green. La densidad de población era de 21,13 hab./km². De los 1662 habitantes, el municipio de Green estaba compuesto por el 98,86 % blancos, el 0,24 % eran afroamericanos, el 0,06 % eran amerindios, el 0,12 % eran asiáticos, el 0,36 % eran de otras razas y el 0,36 % eran de una mezcla de razas. Del total de la población el 1,2 % eran hispanos o latinos de cualquier raza.